# Carnivores (film)
Pour plus de détails, voir Fiche technique et Distribution.
Carnivores est un thriller franco-belge réalisé par Jérémie et Yannick Renier, sorti en 2018.

## Synopsis
Sam est une star de renom. Sa sœur, Mona, est beaucoup plus effacée et surtout moins connue. Elle a toujours rêvé d'être actrice mais sa cadette en est devenue une contrairement à elle. Fragilisée par un tournage éprouvant, Sam propose à son aînée de devenir son assistante, ce qu'elle accepte. Mona y voit une occasion de s'immiscer dans sa carrière ainsi que dans sa vie... 

## Fiche technique
- Titre : Carnivores
- Réalisation : Jérémie et Yannick Renier
- Scénario :  Bulle Decarpentries, Jérémie Guez, Yaël Langmann, Agnès de Sacy, Jérémie Renier et Yannick Renier
- Photographie : George Lechaptois
- Montage : Nico Leunen
- Costumes : Virginie Montel
- Décors : Laura Léonard
- Musique : Pierre Aviat
- Producteur : Hugo Sélignac et Jean-Pierre Dardenne
  - Coproducteur : Luc Dardenne
- Production : Chi-Fou-Mi Productions, Les Films du Fleuve, Mars Films, VOO, BeTV et RTBF
  - SOFICA : La Banque Postale Image 10, Manon 7
- Distribution : Mars Films
- Pays d’origine :  France et  Belgique
- Langue : français
- Genre : thriller
- Durée : 86 minutes
- Dates de sortie :
  - France : 28 mars 2018
  - Suisse romande : 7 juillet 2018 (Festival international du film fantastique de Neuchâtel 2018)

## Distribution
- Leïla Bekhti : Mona Barni
- Zita Hanrot : Samia Barni
- Bastien Bouillon : Manuel
- Johan Heldenbergh : Paul Brozek
- Hiam Abbass : Amel, la mère
- Octave Bossuet : Tom
- Christophe Sermet : Vincent
- Marianne Fabbro : Lucie
- Isabelle Kramrick : Sylvie, la scripte
- Dominique Signori : La première assistante
- Margaux Bail : La deuxième assistante
- Michaël Erpelding : Éric
- Pascal Joris : Le coiffeur
- Mehdi Djaoud : Le régisseur porte
- Clément Moreau : L'assistant de production
- Maximilien Poullein : Le directeur de casting
- Sandra Durando : La directrice de casting
- Raphaël Kahn : Nicolas, le comédien au casting
- David Faure : Julien, le directeur de plateau
- Milena Marinelli : Marjorie
- Marc Pierret : Le client du restaurant
- Paula Brunet-Sancho : La réceptionniste
- Sergio Cavero Egusquiza : SDF
- Moïse Santamaria : Javier
- Ricardo Arroyo : Carlos
- Kamel Labroudi : Le père à 30 ans
- Charlotte Campana : Amel à 30 ans
- Nelia Da Costa : Mona à 9 ans
- Louna Vacquez : Samia à 6 ans